# Folksonomie
Une folksonomie, ou indexation personnelle, est un système de classification collaborative décentralisée spontanée, basé sur une indexation effectuée par des non-spécialistes.
Synonymes : L'expression francisée recommandée par la Commission générale de terminologie et de néologie est indexation personnelle. Certains auteurs utilisent à la place les termes potonomie, peuplonomie, taxinomie populaire ou encore taxinomie sociale.

## Origine du mot
Le mot folksonomie est une adaptation française du mot anglais folksonomy, mot-valise combinant les mots folk (le peuple, les gens) et taxonomy (la taxinomie). Le mot a été créé par l'architecte de l'information Thomas Vander Wal (en). 

## Description
À l'inverse des systèmes hiérarchiques de classification, les contributeurs d'une folksonomie ne sont pas contraints à une terminologie prédéfinie mais peuvent adopter les termes qu'ils souhaitent pour classifier leurs ressources. Ces termes sont souvent appelés mots-clés ou tags (en français, étiquettes). 
La recherche d'information ainsi que la cohérence entre les mots-clés peuvent être améliorées en utilisant un vocabulaire contrôlé (ou thésaurus). Un vocabulaire contrôlé est une liste de termes normalisés à utiliser dans l'indexation et la recherche documentaire.
L'intérêt des folksonomies est lié à l'effet communautaire : pour une ressource donnée, sa classification est l'union des classifications de cette ressource par les différents contributeurs. Ainsi, partant d'une ressource, et suivant de proche en proche les terminologies des autres contributeurs, il est possible d'explorer et de découvrir des ressources connexes.
Le concept de folksonomie est considéré comme faisant partie intégrante du Web 2.0.

## Quelques exemples de sites qui utilisent la folksonomie

### Un premier exemple: le site Flickr
Le site Flickr permet le stockage massif des photos, accessibles par défaut à tout le monde. 
Le classement se fait, non en rangeant la photo dans un répertoire arborescent, mais en lui associant un ou plusieurs mots-clés. 
Avec les mots-clés, les membres peuvent partager des photos sur le même thème et créer une sorte de communauté d'échange. Par ailleurs, chaque membre peut laisser des commentaires accessibles à tous sur chaque photo.
L'ensemble des mots-clés d'une personne peut être visualisé par des nuages de mots clefs. Ce concept permet un survol de l'ensemble des centres d'intérêt d'une personne ou même d'un groupe.
Pour augmenter ce sentiment de partage, les membres peuvent diffuser leurs photos sous une des licences Creative Commons, les rendant ainsi réutilisables (si la licence le permet) dans des projets de production numérique comme un site web.

### Un deuxième exemple: lesocial bookmarking
Le social bookmarking est l'action de partager des liens entre différents utilisateurs d’Internet. Les internautes peuvent utiliser le mode de classification désiré et ce, par mots étiquettes. C’est un répertoire complet comprenant des signets qui permettent le partage des favoris avec les autres internautes. En se créant son propre dossier, l’usager peut alors enregistrer, sur Internet, les informations qu’il veut divulguer, y compris ses liens favoris, quelques descriptions, des notes et des étiquettes.
C’est un moyen de communication universel, puisque toutes les personnes connectées à Internet peuvent entrer en relation et avoir accès à ces informations.
La social bookmarking est utilisable depuis n'importe quel ordinateur connecté à Internet et permet d'accéder aux liens favoris. Le site Del.icio.us est un moyen efficace pour effectuer du social bookmarking. Grâce à ce site, on peut accéder à une multitude de signets qui sont généralement associés à des mots-clés. On peut y voir combien de personnes ont ajouté, dans leurs propres favoris, nos propres signets. Il est également possible de voir quels mots-clés ont été associés à nos signets.
La social bookmarking est un gros paquet de favoris sociaux avec des notes et des types de site web (signets). C’est un outil de recherche qui comprend les signets des autres, qui font en sorte que les utilisateurs d’Internet échangent des informations entre eux. C’est une manière de créer, de partager gratuitement et de rendre public ce que l’on trouve important. Par exemple, dans le cadre d'une formation en éducation, il est ainsi possible d’échanger de l’information englobant une variété de situations d’apprentissage.

### Autres exemples
- Pearltrees, site qui permet d'organiser et de partager des liens, des notes et des images
- Yoolink, site qui permet de partager avec son réseau d'amis des liens Internet
- Knowledge Plaza, site collaboratif de gestion des connaissances

## Caractéristiques de la folksonomie
- Tout le monde peut contribuer et tout le monde voit les contributions des participants.
- Utilisation facile, multidirectionnelle et bidirectionnelle.
- Contribue à la formation du web.
- Peu coûteux.
- Permet à l’internaute d’indexer des documents ou des informations et de les retrouver grâce à une classification des données à l’aide de mots-clés.
- Permet à l'internaute de mettre du contenu sur le web et de partager ses opinions.
- Permet d’accroître et de rendre plus rapide la diffusion de l’information.
- Les utilisateurs sont libres d’y choisir leurs propres mots-clés. La folksonomie est réellement centrée sur l’utilisateur. Il peut en faire une utilisation personnelle, professionnelle, etc. De cette façon, l’utilisateur peut devenir plus structuré et cela lui permet d’organiser toutes ses informations.
- Permet l’ouverture d’esprit, c’est pourquoi la notion de partage est souvent évoquée. Par exemple, il est possible de partager des photos ou des documents personnels que les autres usagers peuvent conserver et réutiliser au besoin.
- Les consensus ne sont pas nécessaires. Il est alors impossible de lui reprocher les visions politiques ou encore les idéologies.
- Permet d'observer les habitudes des internautes lorsque ceux-ci rentrent leurs propres termes quant aux noms d'étiquettes.

## Les utilités pédagogiques
Entre les classes, écoles ou commissions scolaires, les enseignants peuvent créer une folksonomie comportant une multitude de liens servant aux élèves lors de différentes recherches. Les principaux avantages sont que les sites seront vérifiés par les enseignants selon les critères d’évaluation d’un site, les élèves pourront s’en servir pour effectuer différentes recherches et ils peuvent y ajouter leurs propres liens afin de les partager. À partir de leurs mots-clés, les enseignants peuvent en évaluer l'utilité avant de les intégrer à leurs signets. 
Les enseignants peuvent également créer des banques de sites d'exercices ou d'activités regroupés sous certains thèmes. Ainsi, les élèves ayant besoin de travailler davantage une notion ou de pousser plus loin leurs connaissances peuvent utiliser la folksonomie créée par l'enseignant.
Au point de vue de la différenciation des mots-clés, il peut être difficile de retrouver de l’information, mais, il devient alors plus facile d’approfondir les recherches ou les connaissances sur le même sujet.